# Norcross (Minnesota)
Norcross es una ciudad ubicada en el condado de Grant en el estado estadounidense de Minnesota. En el Censo de 2010 tenía una población de 70 habitantes y una densidad poblacional de 17,36 personas por km².

## Geografía
Norcross se encuentra ubicada en las coordenadas 45°52′8″N 96°11′48″O / 45.86889, -96.19667. Según la Oficina del Censo de los Estados Unidos, Norcross tiene una superficie total de 4.03 km², de la cual 4.03 km² corresponden a tierra firme y (0%) 0 km² es agua.

## Demografía
Según el censo de 2010, había 70 personas residiendo en Norcross. La densidad de población era de 17,36 hab./km². De los 70 habitantes, Norcross estaba compuesto por el 74.29% blancos, el 0% eran afroamericanos, el 1.43% eran amerindios, el 0% eran asiáticos, el 0% eran isleños del Pacífico, el 20% eran de otras razas y el 4.29% pertenecían a dos o más razas. Del total de la población el 25.71% eran hispanos o latinos de cualquier raza.

### Evolución demográfica
| 1910 | 1920 | 1930 | 1940 | 1950 | 1960 | 1970 | 1980 | 1990 | 2000 | 2010 | est 2015 |
| ---- | ---- | ---- | ---- | ---- | ---- | ---- | ---- | ---- | ---- | ---- | -------- |
| 177  | 195  | 163  | 180  | 179  | 153  | 137  | 124  | 86   | 59   | 70   | 69       |

## Localidades adyacentes
El diagrama siguiente presenta las localidades en un  radio de 24 km alrededor de Norcross.